# Ukrinica
Ukrinica (szerbül: Укриница), település Bosznia-Hercegovinában, a Szerb Köztársaságban, Teslić községben. 

## Fekvése
A település Bosznia-Hercegovina középső részének északi szélén, Dobojtól légvonalban 25, közúton 39 km-re nyugat-délnyugatra, községközpontjától légvonalban 8, közúton 14 km-re északnyugatra, a Javorova-hegység keleti lejtői alatt, a Mala Ukrina-folyó völgyében található.

## Népessége
| Nemzetiségi csoport | Népesség 1991 | Népesség 2013 |
| ------------------- | ------------- | ------------- |
| Szerb               | 1119          | 652           |
| Bosnyák             | 0             | 0             |
| Horvát              | 3             | 1             |
| Jugoszláv           | 22            | 3             |
| Egyéb               | 15            | 1             |
| Összesen            | 1159          | 657           |

## Története
A régészeti leletek tanúsága szerint Ukrinica területe már a törtánelem előtti időkben is lakott volt. Ezt bizonyítja az Ukrina völgye feletti Gradina nevű lelőhely, ahol a késő bronzkorban erőd épült és amelynek területéről bronzkori és vaskori leletek kerültek elő.
A település 1878-ig tartozott az Oszmán Birodalomhoz, ekkor a berlini kongresszus határozata alapján az Osztrák-Magyar Monarchia része lett. 1879-ben az első osztrák-magyar népszámlálás során a Tešanji járáshoz és Stanari községhez tartozó településnek 34 háztartása és 314 ortodox lakosa volt. 1910-ben a Tešanji járáshoz tartozó településen 51 háztartást, 474 ortodox és 3 római katolikus lakost találtak. A monarchia szétesésével 1918-ban előbb a Szerb-Horvát-Szlovén Királyság, majd 1929-től a Jugoszláv Királyság része lett. 1921-ben a Tešanji járáshoz tartozó községnek 511 lakosa volt, közülük 507 ortodox szerb és 4 római katolikus volt. Az 1929-es törvény értelmében, amikor Bosznia-Hercegovinát négy banovinára, Drinskára, Vrbaskára, Zetskára és Primorskára osztották, a település a Vrbaska banovina része lett, amelynek székhelye Banja Luka volt. 
Jugoszlávia megszállása után a Független Horvát Állam (NDH) része lett. A második világháború után 1992-ig a település a szocialista Jugoszlávia keretében a Bosznia-Hercegovinai Népköztársaság része volt. A boszniai háborút lezáró daytoni békeszerződés rendelkezése alapján az ország területét felosztották a Bosznia-hercegovinai Föderáció és a boszniai Szerb Köztársaság között. A háború utáni területmegosztáskor a Szerb Köztársaság területéhez és Teslić községhez csatolták. 

## Oktatás
„Jevrem Stanković” Általános Iskola

## Nevezetességei
Késő bronzkori erődítmény maradványai a Mala Ukrina völgye feletti magaslat platóján. Bejárata a keleti oldalon volt. Részben fennmaradtak a kultúrrétegek, a leletek főként bronzkori és vaskori cseréptöredékekből állnak.